# Gnathothlibus heliodes
Espèce
Gnathothlibus heliodes est une espèce de papillons de la famille des Sphingidae, sous-famille des Macroglossinae, de la tribu des Macroglossini et du genre Gnathothlibus . 

## Description
La marge extérieure de l'aile antérieure est rectiligne ou très légèrement convexe. La couleur de fond de l'aile antérieure de la face dorsale est brun clair avec une ligne postmédiane brun sombre, deux lignes de base légèrement convexes et deux lignes antemedian crénelés indistinctes.

## Répartition et habitat
Répartition
L’espèce se rencontre en Papouasie-Nouvelle-Guinée et dans les îles adjacentes.

## Systématique
L'espèce Gnathothlibus heliodes a été décrite par l’entomologiste britannique Edward Meyrick, en 1889, sous le nom initial de Deilephila heliodes.

### Synonymie
- Deilephila heliodes Meyrick, 1889 Protonyme
- Theretra alberti Rothschild, 1895[1]